# IP-SCADA
IP-SCADA (аббр. от англ. IP-based supervisory control and data acquisition, диспетчерское управление и сбор данных основанное на протоколе IP) — вид SCADA-системы, в которой основные задачи решаются с помощью веб-технологий и интернет-программирования. Данный подход позволяет строить SCADA-системы без использования типовых программных SCADA-пакетов. 

В отличие от WebSCADA, IP-SCADA является полноценной системой автоматизации, в то время как WebSCADA представляет собой мост между SCADA-системой и пользователем в типичной SCADA-системе.

## Построение системы IP-SCADA

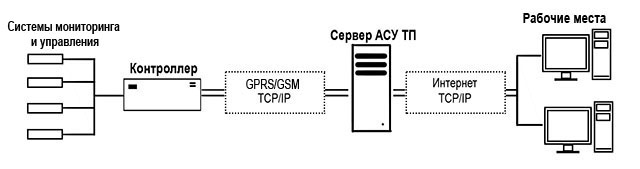
Пример построения системы IP-SCADA

Рассмотрим пример построения подобной системы. Контролер, находящийся непосредственно на автоматизированном объекте, преобразует входящие данные системы мониторинга и управления в TCP/IP-пакеты. Они передаются с помощью сервиса GPRS сотовой связи GSM на сервер телемеханики, имеющий статический IP-адрес. Сервер телемеханики состоит из двух модулей: подпрограммы приёмопередачи данных (в виде службы, запускаемой операционной системой) и подпрограммы визуализации, обработки и хранения данных, реализованной средствами интернет-программирования (Web-программирования). 

Такое построение системы обеспечивает неограниченное количество точек доступа к информации на основе классификации по именам пользователей (login) и паролям (password) и тем самым реализует разграничение прав пользователей. 

## Особенности систем IP-SCADA
- Открытый код — системы IP-SCADA создаются но основе современных веб-технологий и языков интернет-программирования, их исходный код является открытым. Вместо промышленных протоколов обмена данными, таких как Modbus RTU, RP-570, Profibus, IEC 60870-5-101 (104), IEC 61850 и DNP3[2], используются стек протоколов TCP/IP.
- Лёгкость сопровождения — так как исходный код системы открытый, её может сопровождать любой интернет-программист.
- Простота доступа — пользователь, обладающий соответствующими правами, может получить информацию с помощью любого интернет-браузера, в том числе и с мобильных устройств.
- Более низкая стоимость — системы IP-SCADA не требуют приобретения лицензии на каждое рабочее место и менее затратны в плане технического обслуживания и расширения системы[3]. Причём чем проще система, тем больше экономия средств, так как обычные SCADA-системы экономически не эффективны при решении простых задач[4].